# Olof Sundberg
Olof Gustaf Sundberg, född 15 september 1923 i Köping, död 2 januari 2009, var en svensk jurist som var lagman i Eskilstuna tingsrätt från 1980 till 1988.
Sundberg blev juris kandidat vid Stockholms högskola 1948 och genomförde sin tingstjänstgöring 1949–1951 innan han blev fiskal i Svea hovrätt 1952. Han blev rådman i Västerås 1965, hovrättsråd i Svea hovrätt 1970 och var lagman i Eskilstuna tingsrätt 1980–1988.
Sundberg var son till rådman Fredrik Sundberg och hans maka Agda, född Ahrén.